# Marc-Kevin Goellner
Marc-Kevin Goellner (Rio de Janeiro, 22 de setembro de 1970) é um ex-tenista profissional alemão.

## ATP Títulos

### Simples (2)
| Legenda                |
| Grand Slam (0)         |
| Tennis Masters Cup (0) |
| ATP Masters Series (0) |
| ATP Tour (2)           |

| Resultado | N. | Data             | Campeonato   | Piso   | Oponente      | Placar             |
| --------- | -- | ---------------- | ------------ | ------ | ------------- | ------------------ |
| Campeão   | 1. | 12 Abril 1993    | Nice, França | Saibro | Ivan Lendl    | 1–6, 6–4, 6–2      |
| Vice      | 1. | 9 Setembro 1996  | Bournemouth  | Saibro | Albert Costa  | 7–6(7–4), 2–6, 2–6 |
| Campeão   | 2. | 30 Setembro 1996 | Marbella     | Saibro | Àlex Corretja | 7–6(7–4), 7–6(7–2) |

### Duplas (4)
| Legenda                     |
| Grand Slam (0)              |
| Tennis Masters Cup (0)      |
| ATP Masters Series (0)      |
| ATP Championship Series (0) |
| ATP Tour (4)                |

| Resultado | N.  | Data              | Torneio                 | Piso        | Parceiro              | Oponentes                           | Placar           |
| --------- | --- | ----------------- | ----------------------- | ----------- | --------------------- | ----------------------------------- | ---------------- |
| Campeão   | 1.  | 24 Fevereiro 1992 | Rotterdam               | Carpete (i) | David Prinosil        | Paul Haarhuis Mark Koevermans       | 6–2, 6–7, 7–6    |
| Vice      | 1.  | 24 Maio 1993      | Aberto da França        | Saibro      | David Prinosil        | Luke Jensen Murphy Jensen           | 4–6, 7–6, 4–6    |
| Vice      | 2.  | 14 Junho 1993     | Halle                   | Grama       | Mike Bauer            | Petr Korda Cyril Suk                | 6–7, 7–5, 3–6    |
| Campeão   | 2.  | 23 Agosto 1993    | Long Island             | Duro        | David Prinosil        | Arnaud Boetsch Olivier Delaître     | 6–7, 7–5, 6–2    |
| Vice      | 3.  | 27 Fevereiro 1995 | Abierto Mexicano Telcel | Saibro      | Diego Nargiso         | Javier Frana Leonardo Lavalle       | 5–7, 3–6         |
| Vice      | 4.  | 3 Abril 1995      | Estoril, Portugal       | Saibro      | Diego Nargiso         | Yevgeny Kafelnikov Andrei Olhovskiy | 7–5, 5–7, 2–6    |
| Campeão   | 3.  | 9 Setembro 1996   | Bournemouth             | Saibro      | Greg Rusedski         | Rodolphe Gilbert Nuno Marques       | 6–3, 7–6         |
| Vice      | 5.  | 6 Outubro 1997    | Viena, Austria          | Carpete     | David Prinosil        | Ellis Ferreira Patrick Galbraith    | 3–6, 4–6         |
| Campeão   | 4.  | 3 Novembro 1997   | Stockholm Open          | Duro        | Richey Reneberg       | Ellis Ferreira Patrick Galbraith    | 6–3, 3–6, 7–6    |
| Vice      | 6.  | 8 Junho 1998      | Halle                   | Grama       | John-Laffnie de Jager | Ellis Ferreira Rick Leach           | 6–4, 4–6, 6–7    |
| Vice      | 7.  | 1 Março 1999      | ATP de Copenhague       | Carpete     | David Prinosil        | Max Mirnyi Andrei Olhovskiy         | 7–6, 6–7, 1–6    |
| Vice      | 8.  | 7 Junho 1999      | Merano                  | Saibro      | Eric Taino            | Lucas Arnold Ker Jaime Oncins       | 4–6, 6–7         |
| Vice      | 9.  | 27 Setembro 1999  | ATP de Bucareste        | Saibro      | Francisco Montana     | Lucas Arnold Ker Martín García      | 3–6, 6–2, 3–6    |
| Vice      | 10. | 25 Setembro 2000  | Palermo                 | Saibro      | Pablo Albano          | Tomás Carbonell Martín García       | W/O              |
| Vice      | 11. | 10 Setembro 2001  | ATP de Bucareste        | Saibro      | Pablo Albano          | Aleksandar Kitinov Johan Landsberg  | 4–6, 7–6, [6–10] |